# Jean-Claude Passeron
Jean-Claude Passeron (nascido em 26 de novembro de 1930 em Nice) é um sociólogo epistemólogo francês que atua como diretor de estudos na École des Hautes Études en Sciences Sociales, onde fez parte de uma unidade mista  tridisciplinar com o CNRS. Escreveu em parceria com Pierre Bourdieu a obra La reproduction, publicada em 1970 e Os Herdeiros, também juntamente com Pierre Bourdieu.